# والریا سیدوروفا
والریا سیدوروفا انگلیسی: Valeriia Sidorova؛ ۱۶ مهٔ ۲۰۰۴ اسکیت‌باز نمایشی اهل ارمنستان-روسیه است.

## نتایج مهم
| سال                  | مسابقه                                               | محل برگزاری                           | مقام                 | رویداد               | توضیحات              |
| به نمایندگی ارمنستان | به نمایندگی ارمنستان                                 | به نمایندگی ارمنستان                  | به نمایندگی ارمنستان | به نمایندگی ارمنستان | به نمایندگی ارمنستان |
| -------------------- | ---------------------------------------------------- | ------------------------------------- | -------------------- | -------------------- | -------------------- |
| ۲۰۲۱                 | اسکیت نمایشی کلاسیک بین‌المللی ایالات متحده           | نوروود، ماساچوست، ایالات متحده آمریکا | ۳۶ام                 | انفرادی بانوان       |                      |
| ۲۰۲۱                 | جام سی‌اس ورشو                                        | ورشو، لهستان                          |                      |                      |                      |
| ۲۰۲۰                 | مسابقات قهرمانی اسکیت نمایشی جوانان جهان             | تالین، استونی                         |                      | جوانان               |                      |
| ۲۰۲۰                 | ستاره یخی ورزشگاه مینسک ۲۰۲۰                         | مینسک، بلاروس                         | ۶ام                  |                      |                      |
| ۲۰۲۰                 | سیزدهمین دوره جام اسکیت اروپایی هلنا                 | بلگراد، صربستان                       | ۴ام                  | جوانان               |                      |
| ۲۰۱۹                 | سی‌اس ستاره یخی                                       | مینسک، بلاروس                         | ۲۲ام                 | جوانان               |                      |
| ۲۰۱۹                 | جایزه بزرگ جوانان کرواسی اتحادیه جهانی اسکیت ۲۰۱۹    | زاگرب، کراوسی                         | ۱۵ام                 | جوانان               |                      |
| ۲۰۱۹                 | جایزه بزرگ جوانان چلیابینسک اتحادیه جهانی اسکیت ۲۰۱۹ | چلیابینسک، روسیه                      | ۲۲ام                 | جوانان               |                      |
| به نمایندگی روسیه    |                                                      |                                       |                      |                      |                      |
| ۲۰۱۷                 | جام سانتا کلاوس                                      | بوداپست، مجارستان                     | 1                    | جوانان               |                      |

## یادداشت
1. ↑  Minsk Arena Ice Star 2020
2. ↑  13th Europa Cup Skate Helena
3. ↑  ISU JGP Croatia Cup 2019
4. ↑  ISU JGP Chelyabinsk 2019